# Calyptella
Calyptella là một chi nấm trong họ Marasmiaceae. Chi này phân bố rộng rãi và có 20 loài.